# Barreta do Voluntário
A Barreta do Voluntário é uma condecoração israelense concedida aos veteranos das Primeira e Segunda Guerras Mundiais.

## Critérios de premiação
A barreta é concedida a:
- Todos aqueles que durante a Primeira Guerra Mundial se voluntariaram para a Legião Judaica.

- Um cidadão israelense ou residente permanente de Israel que, ou aqueles que durante a residência permanente na Palestina se ofereceram como voluntários durante a Primeira Guerra Mundial, para servir no exército turco de acordo com as necessidades do Yishuv (as instituições judaicas nacionais).

- Cidadãos israelenses ou residentes permanentes de Israel que se ofereceram como voluntários para o exército britânico durante a Segunda Guerra Mundial antes de 11/08/1944. Caso se ofereceram como voluntários em 11/08/1944 ou posteriormente, a condição é que tenham servido por seis meses consecutivos ou mais.

- Cidadãos que se voluntariaram durante a Segunda Guerra Mundial são elegíveis para a barreta do combatente anti-nazista pelo seu engajamento.

Se a pessoa elegível para este prêmio tiver falecido, um membro da família (cônjuge, filho, filha, pai, mãe, irmão, irmã, neto, neta) tem o direito de apresentar um pedido solicitando a barreta, ou um equivalente à barreta em caso de perda ou desgaste.

## Descrição
A faixa central da barreta mostra a bandeira de Israel com listras vermelhas, laranja e verdes em cada lado.

## Galeria

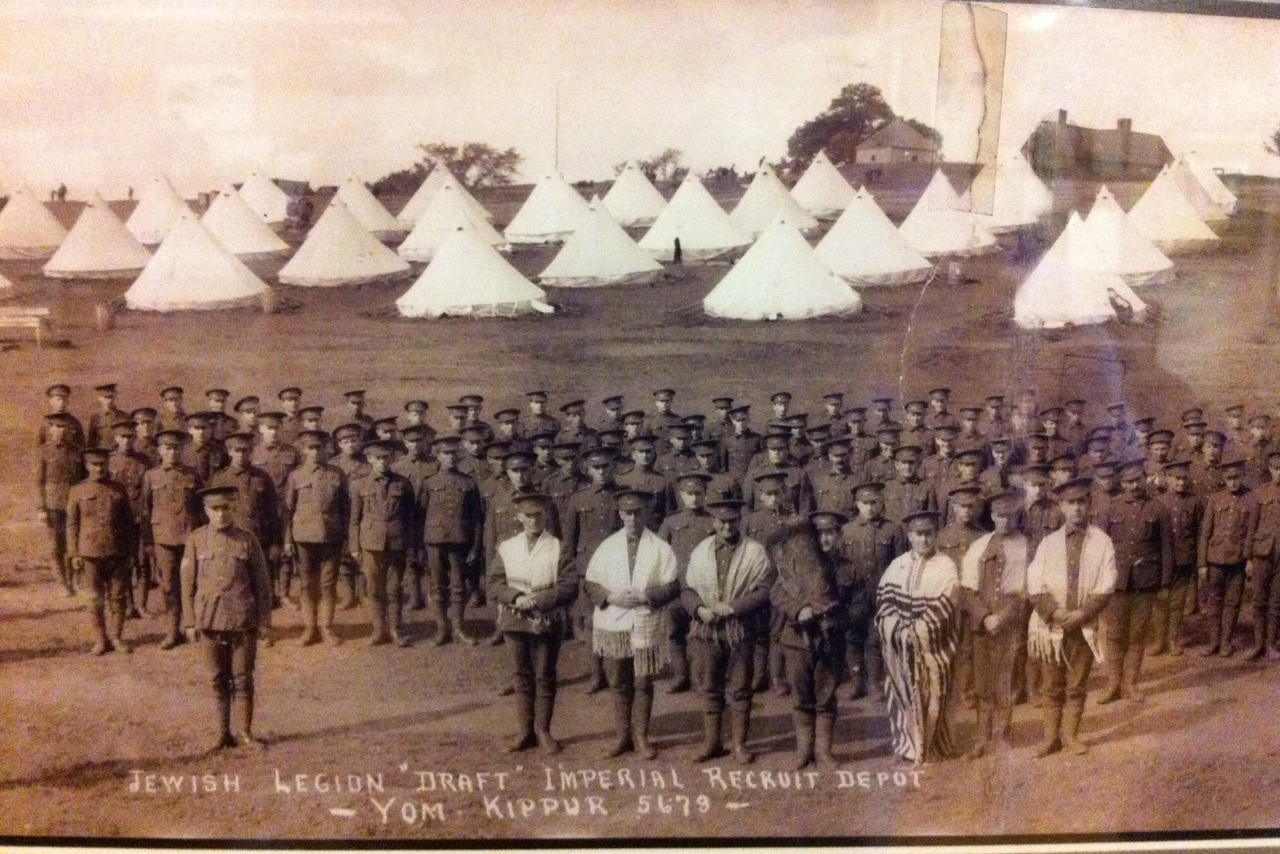
O 39º Batalhão da Legião Judaica em Fort Edward, na Nova Escócia, no Yom Kippur em 1918.
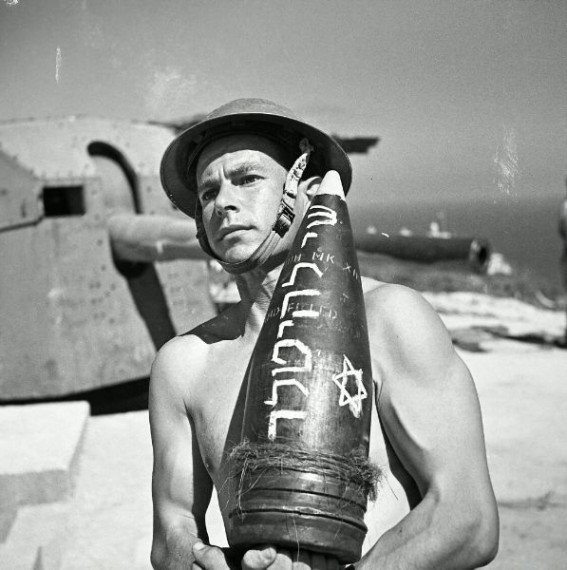
Um soldado da Brigada Judaica na Itália, carregando um obus de artilharia com a inscrição em hebraico "Um presente para Hitler".
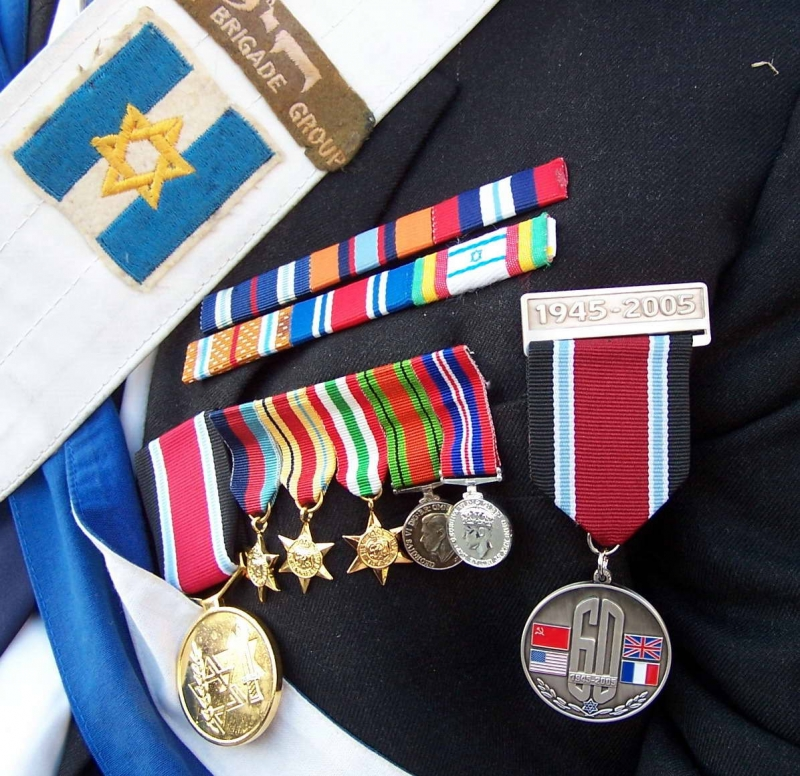
Um veterano israelense com diversas medalhas, incluindo a Barreta do Voluntário.